# جهينة الأخبار
 جهينة الأخبار  هي دورية تصدر باللغة العربية أسسها  عبد الله البستاني وإسكندر عمون في قبرص عام 1879م.